# اس‌ام یوبی-۹۴
اس‌ام یوبی-۹۴ (به انگلیسی: SM UB-94) یک زیردریایی بود که طول آن ۵۵٫۵۲ متر (۱۸۲٫۲ فوت) بود. این زیردریایی در سال ۱۹۱۸ ساخته شد.